# Noriko Sasaki
佐々木 倫子
Œuvres principales
Première œuvre : Apron Complex
Autres ouvrages :
- Doubutsu no Oishasan

Noriko Sasaki (佐々木 倫子)  est une mangaka japonaise née en 1958.

## Œuvre
- Channel wa Sonomama!
- Dōbutsu no Oishasan
- Heaven? Gokuraku Restaurant
- Tsukidate no Satsujin